# Mártélyi Tájvédelmi Körzet
A Mártélyi Tájvédelmi Körzet területe  2 260 hektár. A tájvédelmi körzet a Kiskunsági Nemzeti Park Igazgatósága alá tartozik.

## Fekvése
A tájvédelmi körzet Hódmezővásárhellyel egy vonalban, a Tisza bal partján található. A mártélyi táj a Tisza déli szakaszának talán legszebb vidéke: holtágak, morotvák, nedves rétek, rekettyések, mocsaras, tocsogós területek találhatóak itt a folyó kiszélesedő árterén. A Tisza és a gátak között elterülő hullámtér a Tisza szabályozása során, a 19. század végén alakult ki. A munkálatok során kubikgödrök sokaságából termelték ki a szükséges földet, s ennek nyomán ártéri táj alakult ki.

## Jellemzői
A folyamszabályozáskor kialakult táj 1971 óta védett, szerepel a Nemzetközi Jelentőségű Vadvizek jegyzékében, valamint 1979-ben a tájvédelmi körzet felkerült a Ramsari Egyezmény listájára. A védett terület három, egymástól nagymértékben különböző részből áll. Az északi terület a Mártélyi-holtágból és az Ányás-szigetből áll, a terület legzajosabb része. A holtágtól délre a Kutyafenék, majd a Körtvélyesi-holtág található és legvégül a Barci-rét következik.

## Növény- és állatvilág

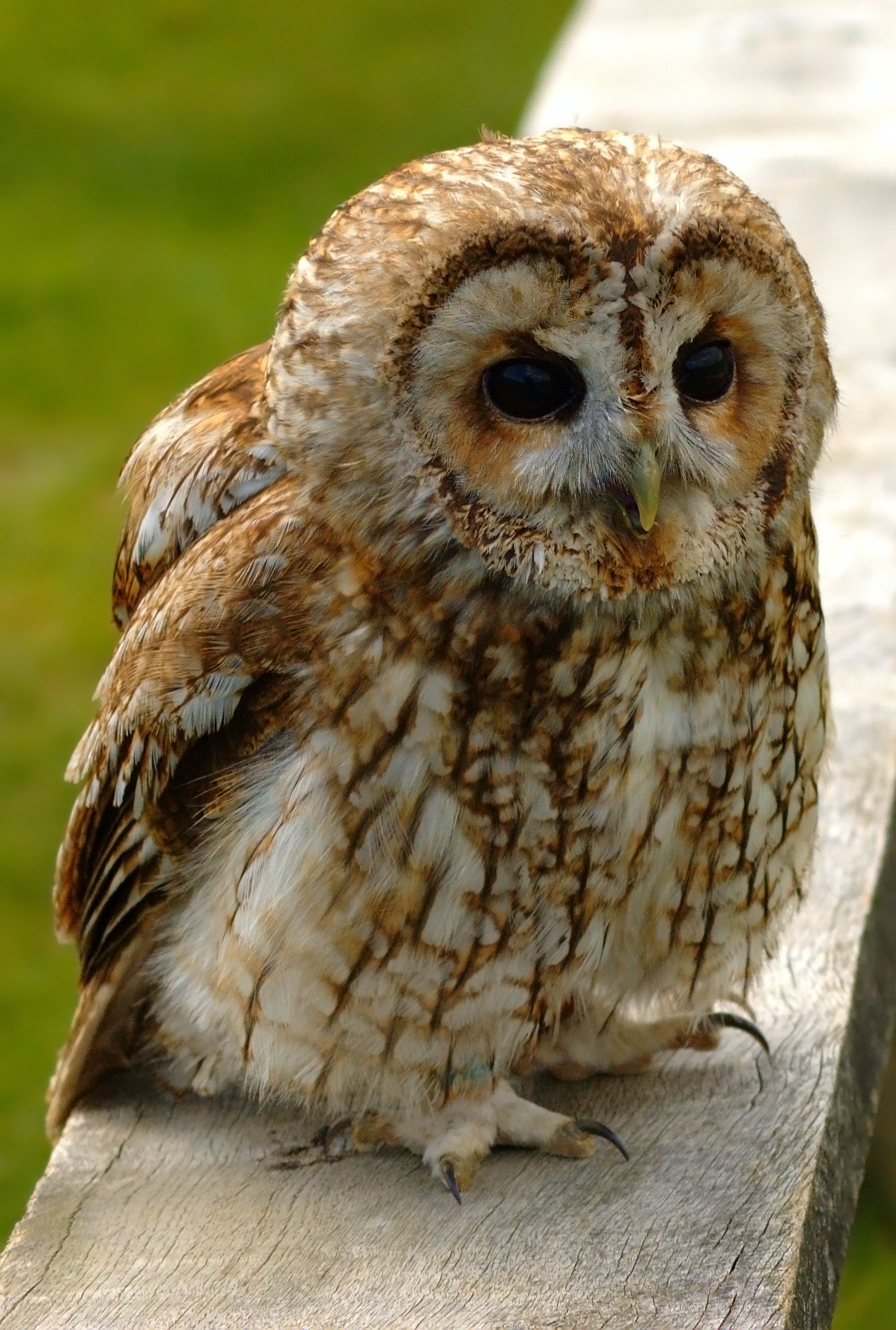
Macskabagoly

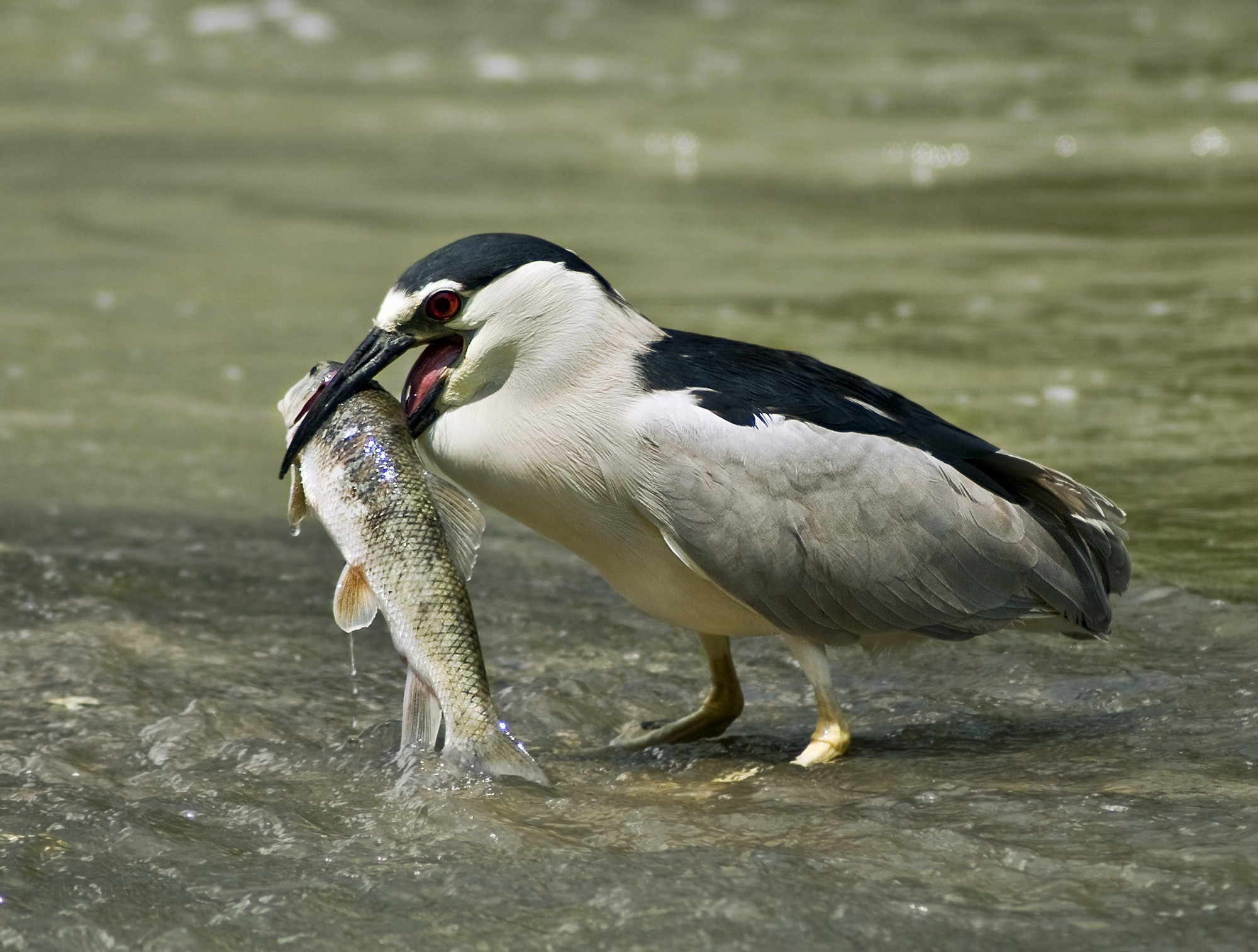
Bakcsó

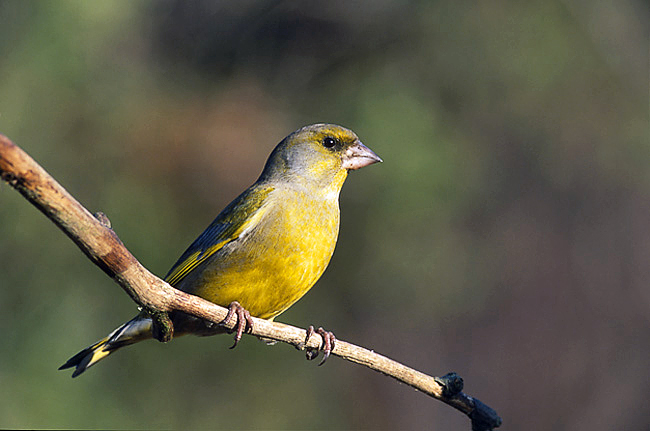
Zöldike

A tájvédelmi körzet növénytakarójára jellemző az ecsetpázsitos mocsárrét, a holtágakban tömeges állományokat alkotó sulyom, a békatutaj, rucaöröm, a különböző békaszőlők, a vízidara, s egy viszonylag ritka békalencseféle. A botolófűz, szürke- és fehérnyár elegyes erdők a magasabb fekvésű helyeken itt-ott előforduló kocsányos tölgyek mesterségesen alakított tájra emlékeztetnek.

### védett növényfajok
- rence (Utricularia vulgaris)
- rucaöröm (Salvinia natans)
- sulyom (Trapa natans)
- vízidara (Wolffia arrhiza)

### A védett halfajok
A területen igen gazdag a halfauna is. Eddig 36 halfaj előfordulása bizonyított.
- sima- és a vágótok (Acipenser nudiventris, A. güldenstaedti colchicus)
- lápi póc (Umbra krameri)
- vágó csík (Cobitis taenia)
- réti csík (Misgurnis fossilis)
- bucó (Zingel streber)

### védett madárfajok
Eddig összesen 254 madárfaj jelenlétét sikerült kimutatni a területről, melyből 112 faj költött is.
- fülemüle (Luscinia megarhynchos),
- zöldike (Carduelis chloris)
- barátposzáta (Sylvia articapilla)
- fekete rigó (Turdus merula)
- macskabagoly (Strix aluco)
- rétisas (Haliaetus albicilla)
- barna kánya (Milvus migrans)
- fekete gólya (Ciconia nigra)
- nagy kócsag (Egretta alba)
- kanalasgém (Platalea leucorodia)
- szürke gém (Ardea cinerea)
- kis kócsag (Egretta garzetta)
- bakcsó (Nycticorax nycticorax).

A Mártélyi ártér zavartalanabb részein vadmacska és vidra él. A gerinctelen állatvilág legérdekesebb képviselője a tiszavirág.

## Kulturális értékek
A folyó biztosította megélhetési lehetőségek már több ezer éve lakottá tették a Tisza e szakaszát is. Találtak itt új-kőkori leleteket, avar kori temetőt, szarmata település maradványait, Árpád-kori temetőt és XIV-XV. századból halászfalu maradványait is. A tájvédelmi körzet névadó települése Mártély már jó ideje kedvelt helye a festőknek is. A Hódmezővásárhelyi művésztelepről gyakran járt ide Tornyai János, Endre Béla, Kohán György. Több évtizede nyári képzőművész alkotótábor is működik a vízparton. 2005 novemberében avatta fel a hódmezővásárhelyi önkormányzat az "Ártári tanösvényt", amely a mártélyi holtág természeti értékeit mutatja be.

## Külső hivatkozások
- A Kiskunsági Nemzeti Park honlapja
- A Kiskunsági Nemzeti Park honlapja - A Mártélyi TK leírása
- A Tájvédelmi körzet térképe Archiválva 2011. augusztus 22-i dátummal a Wayback Machine-ben